# Daniel Alfredson
Hans Daniel Björn Alfredson (Estocolmo, 23 de mayo de 1959) es un director de cine sueco
Conocido por dirigir las versiones cinematográficas de dos partes de la Saga Millennium: La chica que soñaba con una cerilla y un bidón de gasolina y La reina en el palacio de las corrientes de aire.
En la 29ª edición de los Premios Guldbagge fue galardonado al mejor guion y fue nominado al mejor director por la película Mannen på balkongen (El hombre del balcón). En 2015 se estrenó su película Blackway, protagonizada por Anthony Hopkins, Julia Stiles y Ray Liotta. Alfredson ha realizado también otras películas más experimentales, estilísticas y estéticas, como Tic Tac (1997) y Straydogs (1999). Alfredson dirigió la película Varg (2008), basada en el guion de Kerstin Ekman.
Es el hermano mayor de Tomas Alfredson (director de Låt den rätte komma in y Tinker Tailor Soldier Spy) e hijo de Hasse Alfredson.